# ソ連共産党第20回大会
ソ連共産党第20回大会（ソれんきょうさんとうだいにじっかいたいかい ロシア語: XX съезд Коммунисти́ческой па́ртии Сове́тского Сою́за）とは、フルシチョフ政権時代の1956年2月14日から2月25日にかけて開催されたソビエト連邦共産党の党大会である。

## 概要
この党大会で特筆すべきは大会最終日にフルシチョフによって行われたスターリン批判の演説である。この席上での彼の秘密演説は後にアメリカ国務省によって全世界に公開され、その後のポズナン暴動やハンガリー動乱、中ソ対立などを引き起こすことになった。